# Episcoporum Poloniae coetus i Vratislaviensis-Berolinensis et aliarium
Episcoporum Poloniae coetus i Vratislaviensis-Berolinensis et aliarium – konstytucje apostolskie wydane w formie bulli przez papieża Pawła VI 28 czerwca 1972 roku. Były następstwem układu PRL-RFN z 1970 r., a także rozmów prowadzonych w kwietniu i listopadzie 1971 r. pomiędzy władzami Polskiej Rzeczypospolitej Ludowej a przedstawicielami Stolicy Apostolskiej (których skutkiem było również wycofanie uznania dla Kazimierza Papée jako ambasadora Rządu londyńskiego oraz normalizacja stosunków roboczych między Polską Rzeczpospolitą Ludową a Watykanem, jednak bez przywrócenia oficjalnych stosunków dyplomatycznych). Ustalały nowy kościelny stały podział administracyjny na Ziemiach Odzyskanych i tym samym kończyły stan tymczasowości Kościoła na Ziemiach Zachodnich. Erygowano 4 nowe diecezje, istniejące zaś włączono do polskiej administracji kościelnej (diecezję warmińską przyłączono do metropolii warszawskiej, a diecezję gdańską – do gnieźnieńskiej), odnowiono też metropolię wrocławską i rozwiązano prałaturę pilską. Ustalony w 1972 roku podział administracyjny Kościoła w Polsce zmieniono jeszcze w 1978 roku, odłączając pozostałą po stronie czechosłowackiej część terytorium archidiecezji wrocławskiej i przekazując ją do archidiecezji ołomunieckiej, po czym trwał aż do 1992, kiedy to papież Jan Paweł II ogłosił bullę Totus Tuus Poloniae populus.

## Nowe diecezje
W miejsce rozwiązanej administracji apostolskiej kamieńskiej, lubuskiej i prałatury pilskiej w Gorzowie Wielkopolskim:
1. diecezja gorzowska, wyłączona z terenów diecezji berlińskiej i prałatury pilskiej; ordynariusz bp Wilhelm Pluta;
2. diecezja szczecińsko-kamieńska, wyłączona z terenów diecezji berlińskiej; ordynariusz – bp Jerzy Stroba;
3. diecezja koszalińsko-kołobrzeska, wyłączona z terenów diecezji berlińskiej i prałatury pilskiej; ordynariusz – bp Ignacy Jeż;

W miejsce rozwiązanej administracji apostolskiej opolskiej:
1. diecezja opolska, powstała z górnośląskich terenów archidiecezji wrocławskiej i z wikariatu generalnego Branic archidiecezji ołomunieckiej; ordynariusz – bp Franciszek Jop.

## Dalsze postanowienia
- diecezja warmińska została przyłączona do metropolii warszawskiej;
- diecezje: gorzowska i opolska wraz z archidiecezją wrocławską tworzyły metropolię wrocławską;
- dotychczasowy wikariat generalny kłodzki archidiecezji praskiej oraz przyłączony do Polski fragment terytorium posiadającej prawo egzempcji diecezji miśnieńskiej – włączone do archidiecezji wrocławskiej
- diecezje szczecińsko-kamieńska oraz koszalińsko-kołobrzeska została włączona do metropolii gnieźnieńskiej;
- diecezja gdańska, posiadająca dotychczas prawo egzempcji – podległa bezpośrednio Stolicy Apostolskiej, została włączona do metropolii gnieźnieńskiej i powiększona terytorialnie kosztem diecezji chełmińskiej.
- prałatura pilska została rozwiązana i podzielona między diecezje; gorzowską oraz koszalińsko-kołobrzeską, z niewielkimi fragmentami przyłączonymi do diecezji chełmińskiej
- tereny archidiecezji wrocławskiej pozostałe w Niemczech, z Görlitz i Chociebużem, rządzone niezależnie od archidiecezji wrocławskiej jako Administracja Apostolska Görlitz z prawem egzempcji
- diecezja berlińska odłączona od metropolii wrocławskiej z przyznaniem prawa egzempcji

## Późniejsze zmiany
Znajdujące się na terytorium Czechosłowacji tereny archidiecezji wrocławskiej zarządzane od 1946 roku odrębnie jako administracja apostolska w Czeskim Cieszynie zostały w 1978 roku włączone do archidiecezji ołomunieckiej. 
Podział ten przetrwał następnie aż do bulli Totus Tuus Poloniae populus.